# 제이 P. 모건

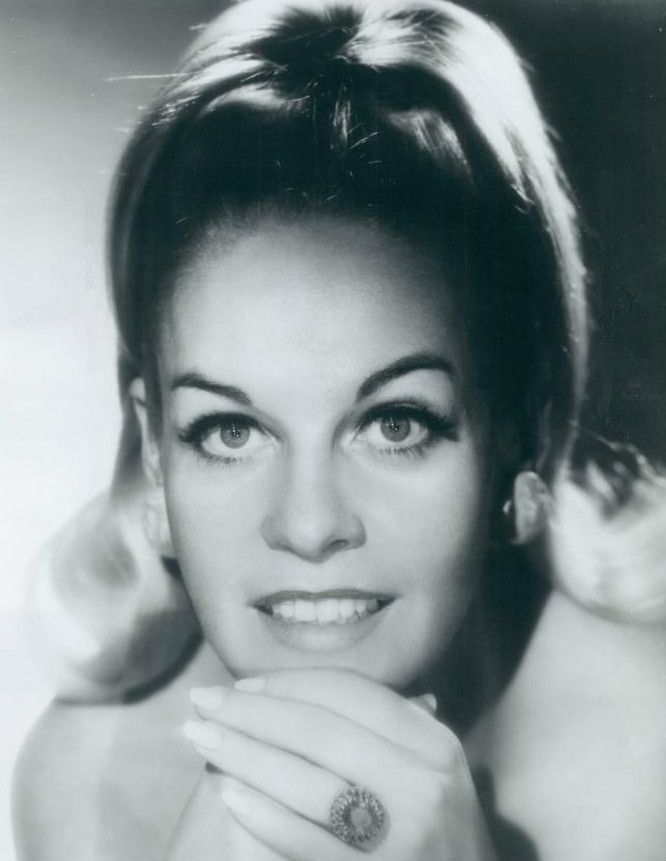
1968년 모습

제이 P. 모건(Jaye P. Morgan, 1931년 12월 3일 ~ )은 미국의 가수, 배우이다.

## 출연 작품

### 영화
- The All-American Boy (1973) - 매그다 역
- Night Patrol (1984)
- 나 홀로 집에 2 - 뉴욕을 헤매다 (1992)
- 컨페션 (2002)

### 텔레비전
- 나의 세 아들 (1964, 1966)